# オレゴン大学
オレゴン大学（University of Oregon、略:UO）は、アメリカ合衆国オレゴン州のユージーンに本拠地を置く州立大学である。研究を重視しており、州内の大学で唯一アメリカ大学協会に加盟している。

## 沿革
オレゴン大学の起源は1876年アメリカ合衆国オレゴン州ユージン市東部で設立された。

## キャンパス

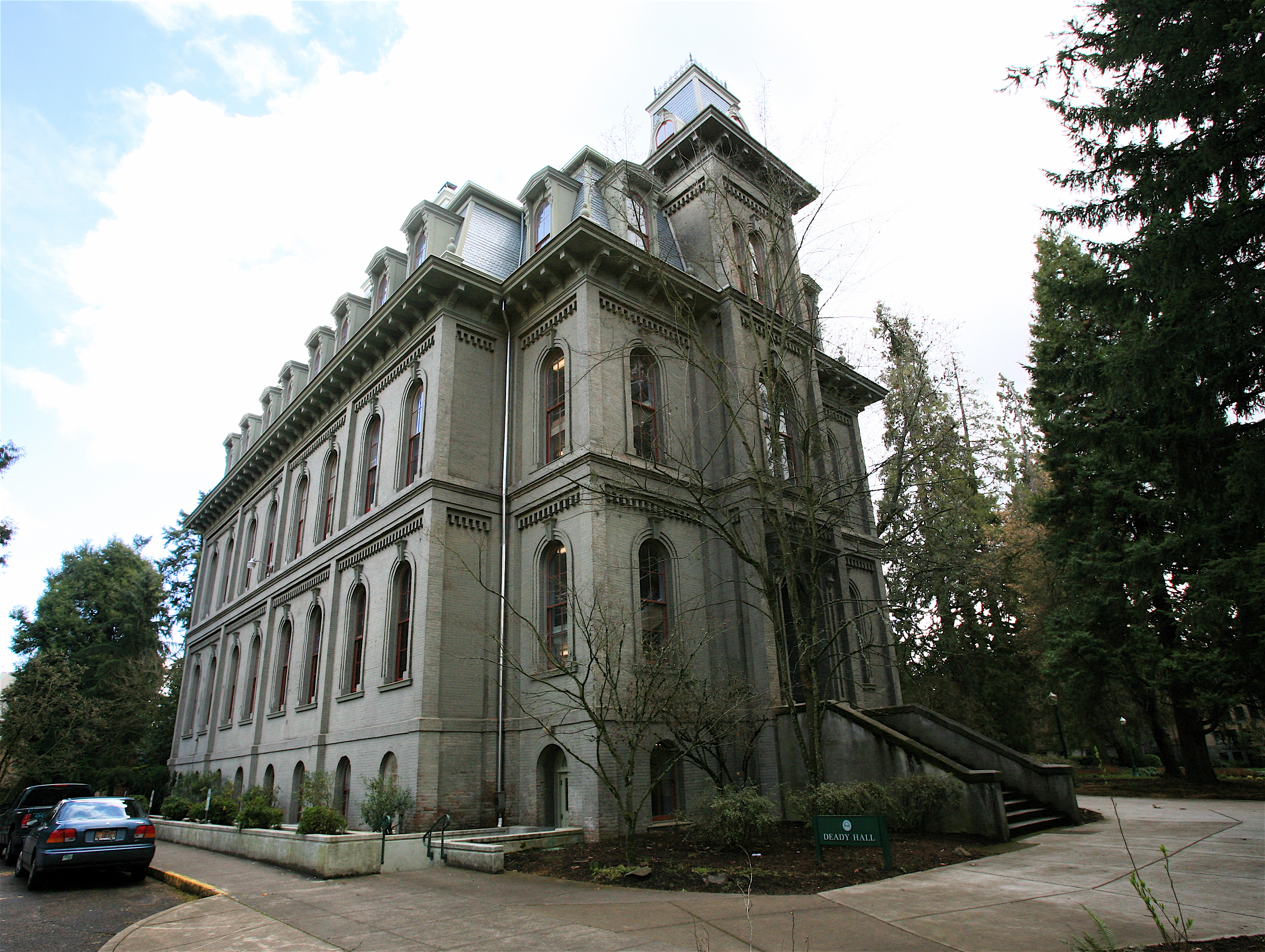
歴史的建造物にも指定されたディーディーホール

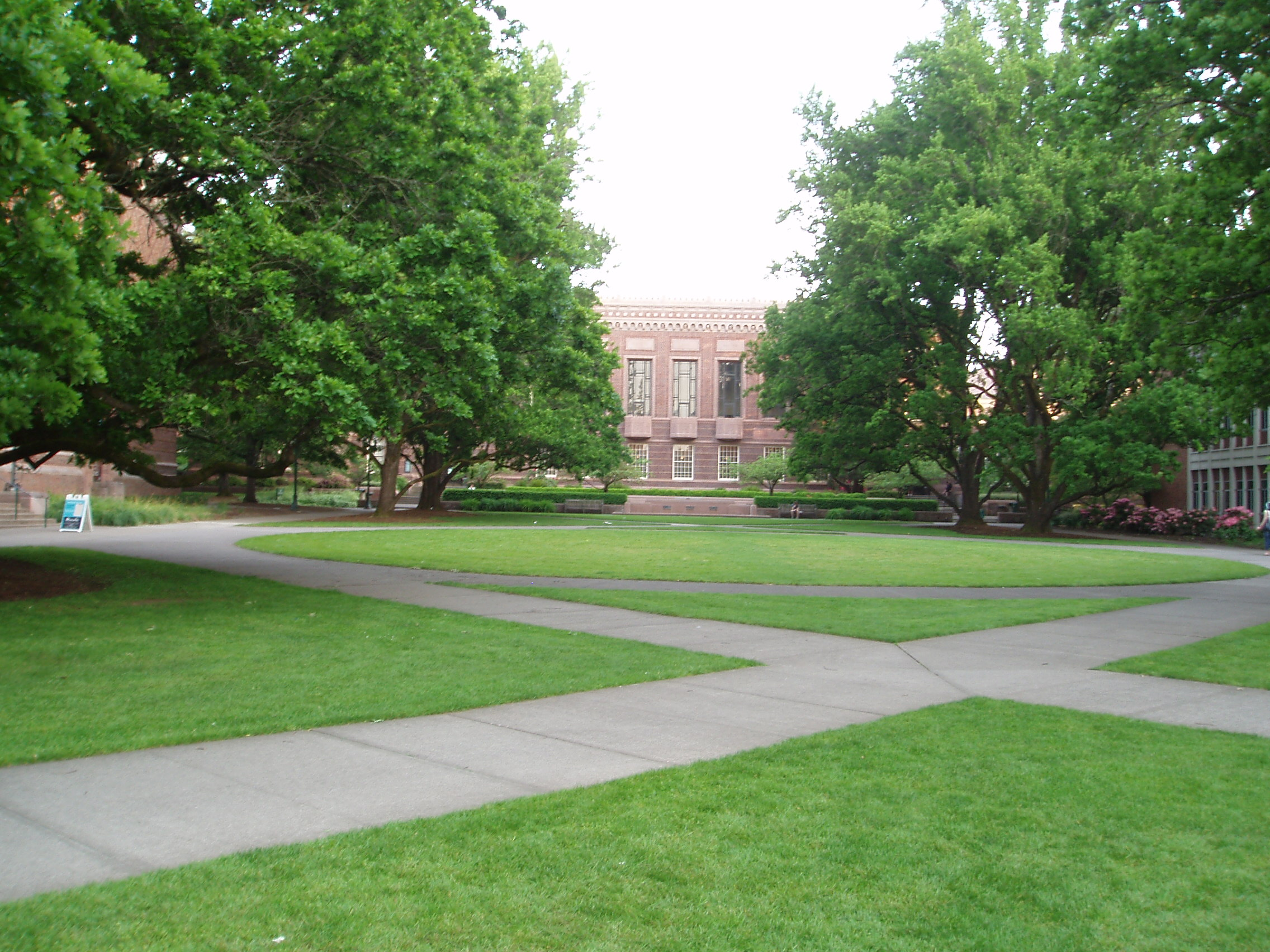
図書館を含むMemorial Quadの眺め

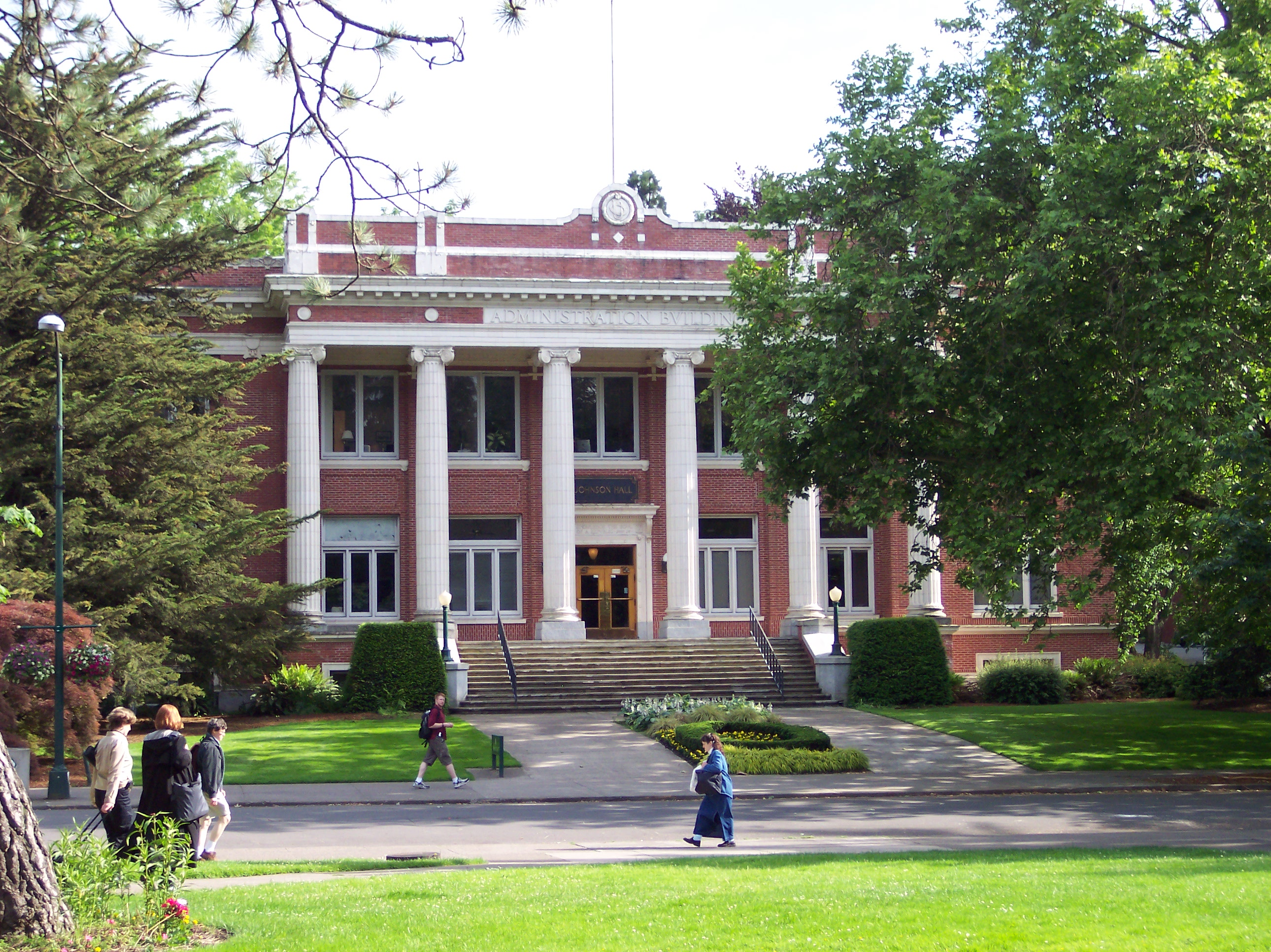
ジョンソンホール

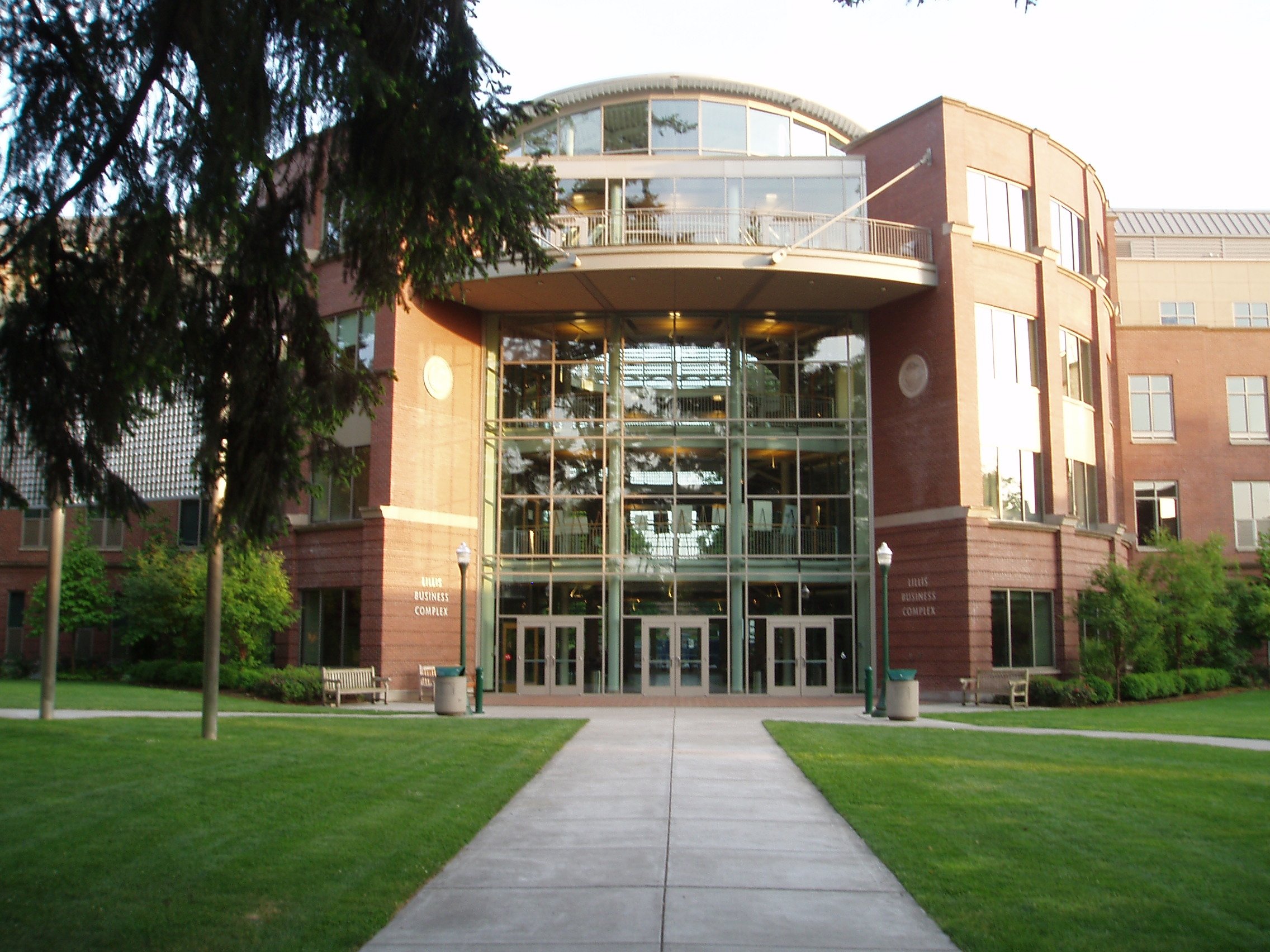
近代的なLillisビジネスコンプレックス

オレゴン大学は、オレゴン州ユージーン市東部に位置し、メインキャンパス内外に約80の建物や施設を抱える。
キャンパスは19世紀に建てられたDeady HallやVillard Hallを抱える現キャンパス北西部のOld Campus、Prince Lucien Campbell Hallや図書館を含む南西部のMemorial Quad、Johnson HallやLawrence Hallを含む中心部のCentral Campus、及びDeschutes Hall やWillamette Hallを含む北東部のScience Complexに大別されるが、現在それらの地区は一体化しており、見た目では区別出来なくなっている。

キャンパス内の道路の大半は通行が制限されており、頻繁に車が行き交う状況ではない。
又、キャンパス内東南部には全米陸上競技の聖地であるヘイワード・フィールドがあり、大学寮の大半がキャンパス東部に位置する。
キャンパス南部には大学管轄下には無いPioneer Cemetery（墓地）が存在する事もあり、緑豊かなキャンパスとなっている。
フットボールの本拠地であるオーツェン・スタジアムはキャンパスに隣接しておらず、大学近くを流れる川を渡った対岸にある。

## 学術・研究
人文系の教育学、歴史学、英文学に加え、建築学、ジャーナリズム、ビジネス、物理学等での評価が全国的に高く、特に教育学部の大学院は2008年度のUSニューズ&ワールド・レポート誌の評価で全米5位となっている。

## ランキング

### US NEWS主要研究課程(大学院）ランキング
- 物理学部: 第56位
- 生物学部: 第48位
- コンピューター工学部:第65位
- 数学部: 第58位
- 英語学部: 第61位
- 歴史学部: 第59位
- 教育学部: 第4位

### 専門大学院
- 法科大学院: 第67位
- 教育学大学院: 第5位

## 構成
オレゴン大学はCollege of Arts and ScienceというLibral Arts College（リベラル・アーツ・カレッジ）を中心に、Architecture and Arts, Business, Education, Journalism and Communication, Law, Music and Dance など6つの専門スクール（Professional School）を加えて構成された州立の総合大学である。

### College of Arts and Science
- Anthropology (人類学)
- Asian Studies (東洋学)
- Biology (生物学)
- Chemistry (化学)
- Classics (西洋古典学)
- Comparative Literature (比較文学)
- Comparative Literature Journal（比較ジャーナリズム研究）
- Computer and Information Science (情報科学)
- Creative Writing（文芸学）
- East Asian Languages & Literatures (東洋言語文学)
- Economics (経済学)
- English (英文学)
- Environmental Studies (環境学)
- Ethnic Studies (民俗学)
- European Studies (ヨーロッパ研究)
- Folklore（民俗学）
- General Science (一般科学)
- Geography (地理学)
- Geological Sciences (地質学)
- Germanic Languages and Literatures（ゲルマン語文学）
- History (歴史学)
- Humanities (人文科学)
- Human Physiology (生理学)
- International Inst. for Sport and Human Performance (IISHP)
- International Studies (国際関係学)
- Judaic Studies（ユダヤ学）
- Latin American Studies (ラテンアメリカ研究)
- Linguistics（言語学）
- Mathematics (数学)
- Medieval Studies（西洋中世学）
- Northwest Review
- Oregon Survey Research Lab (OSRL, オレゴン調査研究所)
- Philosophy (哲学)
- Physics (物理学)
- Pine Mountain Observatory
- Political Science (政治学)
- Psychology (心理学)
- Religious Studies (宗教学)
- Romance Languages（ロマンス語研究）
- Russian and East European Studies Center（ロシア・東欧研究センター）
- Social Science Instructional Lab (SSIL, 社会科学教育研究所)
- Sociology (社会学)
- Theatre Arts（演劇学ないし演劇芸術学）
- Women and Gender Studies (女性学・ジェンダー研究)

### Charles H. Lundquist College of Business
- Acccounting
- Finance
- Management
- Marketing
- Operations and Business Analytics
- Sports Product Management

### School of Architecture and Allied Arts
- 建築学部
- Portland Architecture Site
- 芸術学部
- Digital Arts (formerly Multimedia Design)
- 芸術歴史学部
- 風景画学部
- Department of Planning, Public Policy & Management

### School of Journalism and Communication
- Advertising
- Communication Studies
- Electronic Media
- Magazine
- News/Editorial
- Public Relations

### School of Music and Dance
- Music Composition
- Jazz Studies
- Music Education
- Music Performance
- General Music

## 付属施設

### 全学センター
- - Yamada Language Center（Yamada Lab）
  - American English Institute (AEI)
  - アジア太平洋学センター (CAPS)
  - Center for the Study of Women in Society (CSWS)
  - Institute of Cognitive and Decision Sciences
  - 分子生物学研究所
  - 神経科学研究所
  - Institute of Theoretical Science
  - 材料科学研究所
  - オレゴン人文科学センター
  - Oregon Inst. of Marine Biology (OIMB) (オレゴン海洋学研究機構)
  - Bowerman Sports Science Clinic (BSSC)
  - Warsaw Sports Marketing Center

## スポーツ

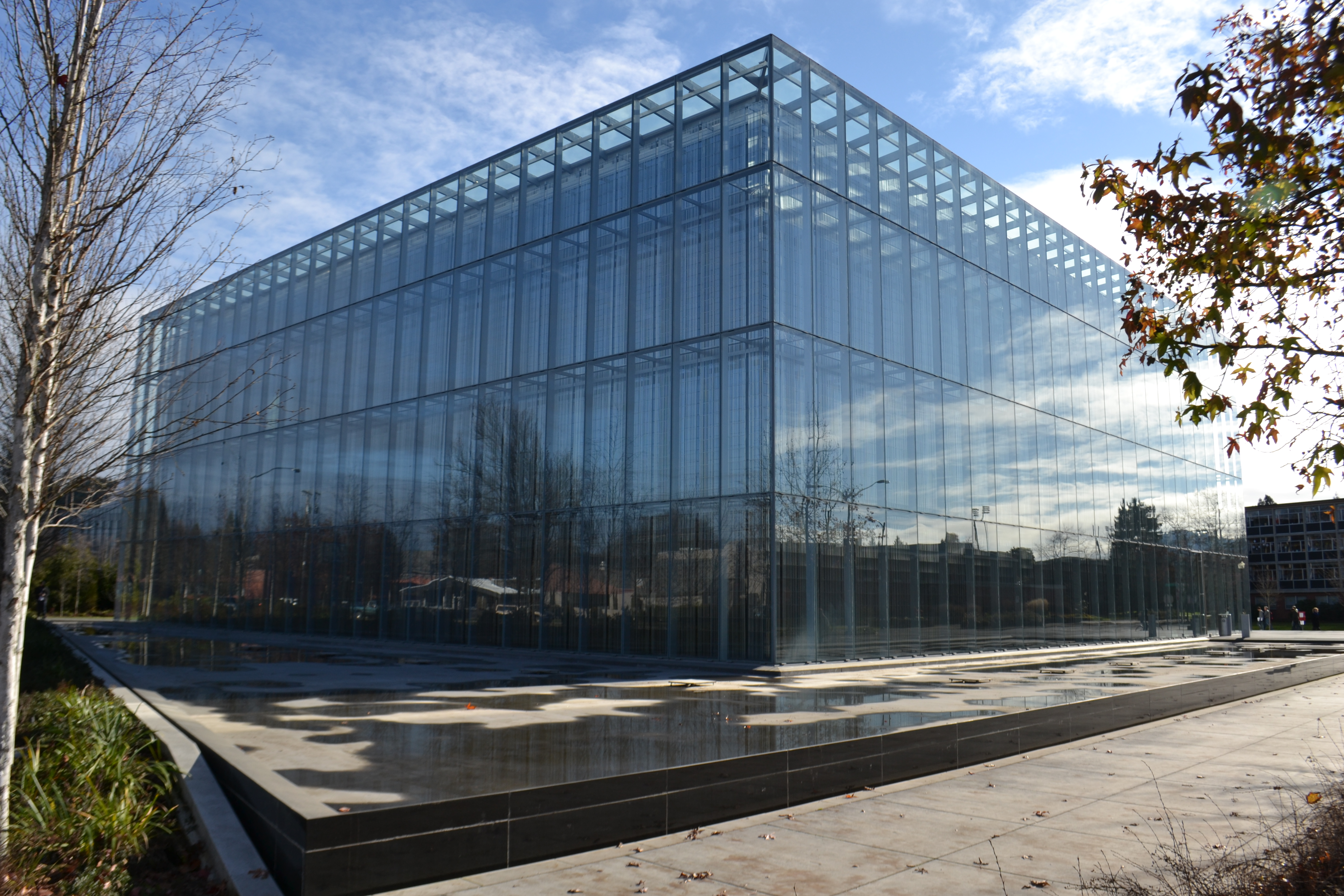
John E. Jaqua Center for Student Athletes

オレゴン大学のスポーツチームや学生・卒業生は"Ducks"と呼ばれる。これは1947年、Athletic Director（当時）のレオ・ハリスがウォルト・ディズニーと交渉を行い、ドナルドダックをオレゴン大学の公式マスコットにしたのが由来となっている。
NCAA のDivision I-Aに区分されるほどクラブチームの数が多い。また、西海岸の有名大学で構成されるパシフィック12カンファレンスの参加校のひとつでもある。チームカラーは緑と黄色。特にアメリカンフットボールは全米屈指の強豪校としても知られる。
また陸上競技場であるヘイワード・フィールドはアメリカ陸上競技の聖地として毎年全米選手権や万達ダイヤモンドリーグの大会、2014年には世界ジュニア選手権が開催された。2022年には世界選手権の開催。

## 著名な出身者

### 学界
- ウィリアム・P・マーフィ - 1914年卒。1934年、貧血に対する肝臓療法の発見に関する研究でノーベル医学・生理学賞を受賞。
- ウォルター・ブラッテン - 1926年修士卒。1956年、半導体の研究およびトランジスタ効果の発見でノーベル物理学賞を受賞。
- グレン・スナイダー - 政治学者。国際関係論、安全保障研究。
- ロバート・ステッドワード - カナダの作家、スポーツ科学者、経営家、カウンセラー、コンサルタント。国際パラリンピック委員会の初代会長
- 松岡陽子マックレイン - 文学者（比較文学）。オレゴン大学名誉教授
- ダグラス・ホフスタッター - インディアナ大学ブルーミントン校教授。専門は認知科学および計算機科学
- リー・ボリンジャー　アメリカ合衆国の弁護士。第19代コロンビア大学学長、第12代ミシガン大学学長。アファーマティブ・アクションを推進していることでも有名。ニューヨーク連邦準備銀行理事会議長。
- ポール・ザカリー・マイヤーズ - 生物学者。ミネソタ・モリス大学教授
- ジャック・ハイネマン - 分子生物学者。ニュージーランドのカンタベリー大学教授

### 芸能
- スティーブン・J・キャネル - 「特攻野郎Aチーム」などを手がけたエミー賞受賞テレビプロデューサー、脚本家。
- ハワード・ヘスマン - 俳優。『アバウト・シュミット』などに出演。
- クリストファー・ジャッジ - 俳優。『スターゲイト SG-1』などに出演。
- アン・カリー - ジャーナリスト、ニュース番組司会者
- デヴィッド・オグデン・スティアーズ - 俳優・声優、ディズニーアニメの声優を多く務める。
- デニス・ガスナー - プロダクションデザイナー、『バグジー』、『ロード・トゥ・パーディション』、『ビッグ・フィッシュ』、『007 慰めの報酬』、『007 スカイフォール』、『007 スペクター』など。アカデミー美術賞には5度ノミネートされ、『バグジー』で受賞。
- クリフトン・ジェームズ - 俳優
- リチャード・R・フーバー - 視覚効果アーティスト。『アルマゲドン』、『スーパーマン リターンズ』、『ブレードランナー 2049』に参加し、『ブレードランナー 2049』でアカデミー視覚効果賞を獲得。
- ケイトリン・オルソン - 女優
- エドガー・ブキャナン - 俳優
- リンゼイ・ワグナー - エミー賞を獲得した女優
- ドン・シンプソン - 映画プロデューサー、脚本家。「プロデューサー・オブ・ザ・イヤー」受賞
- グレッグ・ベーレント - コメディアン、作家
- ニール・エヴェレット - ESPNのスポーツキャスター
- ベン・マスターズ  - 俳優。ドラマ Passions シリーズで有名。
- 呉 彦祖（ダニエル・ウー） - 香港の俳優、映画監督
- ジェームズ・アイヴォリー - 映画監督・脚本家
- リサ・フレッチャー - ジャーナリスト
- 鈴木あづさ（ペンネーム：水野梓）- 作家、ニュースキャスター、日本テレビ放送網報道記者

### スポーツ
- チェール・ソネン - 総合格闘家。
- エヴァン・ダナム - 総合格闘家。
- アシュトン・イートン - 陸上競技選手。七種競技・十種競技世界記録保持者。
- ブリアンヌ・タイゼン＝イートン - 陸上競技選手。五種競技カナダ記録保持者。アシュトン・イートンの妻。
- ゲーレン・ラップ - 陸上競技選手。ロンドンオリンピック10000m銀メダル。リオデジャネイロオリンピックマラソン銅メダル。
- イングリッシュ・ガードナー - 陸上競技選手。
- ダン・ファウツ - 元NFLサンディエゴ・チャージャーズ所属クォーターバック及び NFL Hall of Fame 会員及びテレビジョン・スポーツアナウンサー。
- ジャスティン・ハーバート - NFLロサンゼルス・チャージャーズ所属クォーターバック。
- ジョーイ・ハリントン - 元NFLデトロイト・ライオンズ所属クォーターバック。
- スティーブ・プレフォンテーン - 長距離記録を持つランナー。
- メル・レンフロ - 元NFLダラス・カウボーイズ所属コーナーバック及び NFL Hall of Fame 会員。
- アーマド・ラシャド - 元NFLミネソタ・バイキングス所属ワイドレシーバー及びテレビジョン・スポーツアナウンサー。
- アキリ・スミス - 元NFLシンシナティ・ベンガルズ所属クォーターバック。
- オンテリオ・スミス - 元NFLミネソタ・バイキングズ所属ランニングバック、ドラッグテスト不正申し立てのため保留されていた。
- ルーベン・ドロウンズ - 元NFLクリーブランド・ブラウンズ所属ランニングバック。
- ノーマン・ヴァン・ブロックリン - 元NFLロサンゼルス・ラムズ所属クォーターバック及び NFL Hall of Fame 会員。
- マイク・ノラン - 元NFLサンフランシスコ・フォーティナイナーズ所属ヘッドコーチ。
- フレッド・ジョーンズ - マイアミ・ヒート所属NBA選手。
- ルーク・リドナー - シアトル・スーパーソニックス所属NBA選手。
- ルーク・ジャクソン - クリーブランド・キャバリアーズ所属NBA選手。
- リオン・クリストファー・ヒーリー - MLB・シアトル・マリナーズ所属プロ野球選手。
- 岡本依子 - シドニー五輪テコンドー銅メダリスト。
- ビル・バウアーマン - 陸上競技の指導者。ナイキの共同創設者。
- アーロン・ブルックス - ミネソタ・ティンバーウルブズ所属NBA選手。
- アルバート・サラザー - 陸上競技の指導者、元陸上競技選手。
- スコット・マクガフ - 東京ヤクルトスワローズ投手、東京オリンピック野球アメリカ合衆国代表銀メダリスト。

### ビジネス
- フィリップ・H・ナイト - 元ナイキCEO（1959年に学士（経営学）取得）
- ティム・ボイル - コロンビア・スポーツウェアCEO（1971年に学士（理学）取得）
- ロバート・ポレット - グッチ会長兼CEO（1976年に経営学修士取得）
- ロン・フレドリック - タコタイム創業者（1954年に経営学修士取得）
- ジョン・エロリアーガ - 元U.S.バンコープCEO（1951年に学士（経営学）取得）
- ルネ・ジェームズ - 元インテル会長
- ラリー・ウィリアムズ - 投資家・投機家。ウィリアムズ%R（W%R）などの数多くの投資手法を発案

### 文学
- チャック・パラニューク - 作家
- ケン・キージー - 作家
- チャンネ・リー - 作家
- ダグラス・R・ホフスタッター - ノンフィクション作家
- ランディ・シルツ - ジャーナリスト、作家
- アレックス・ティゾン - 作家、ジャーナリスト
- ジョー・サッコ - マルタ出身のアメリカ合衆国の漫画家、ジャーナリスト

### 政治家
- 原健三郎 - 日本の政治家。元衆議院議員、元衆議院議長。
- 石井一二 - 日本の政治家。元参議院議員。
- 松岡洋右 - 日本の外交官、政治家。外務大臣として、日独伊三国同盟・日ソ中立条約を成立させた。
- ヴィトルト・ヴァシチコフスキ - ポーランドの政治家
- ディネーシュ・グナワルダナ - 第26代スリランカ首相
- ピーター・デファジオ - オレゴン州選出連邦下院議員
- ニール・ゴールドシュミット - 第33代オレゴン州知事
- ロン・ワイデン - オレゴン州選出連邦上院議員
- スーザン・ボナチシ - オレゴン州選出連邦下院議員
- トム・マッコール　- 第30代オレゴン州知事

### 弁護士
- ミノル・ヤスイ - 日系二世弁護士で、第二次世界大戦期のアメリカにおける、日系人の強制収容の不当性を訴えた権利擁護活動家

### その他
- 石井詳悟 - 元国際通貨基金アジア太平洋地域事務所長
- 石川雅恵 - 国際連合女性機関日本事務所長、元国際連合人口基金資金調達官
- 小山訓久 - 日本の社会活動家。特定非営利活動法人（NPO法人）「リトルワンズ」代表理事
- ピーター・ホーレンス　- 歌手、作曲家、演出家、企業家
- ケント・ベック - エクストリーム・プログラミング (XP) の考案者でアジャイルマニフェスト (Agile Manifesto) の起草者の一人
- ティンカー・ハットフィールド - デザイナー。ナイキなどのデザインを多く手がけた